# Commissariat de Tampy
Commissariat de Tampy est une série télévisée policière burkinabè créée et réalisée par Missa Hébié en 2006. Elle est considérée comme la première série policière humoristique de l'Afrique de l'Ouest. 

## Présentation
La série comporte trois saisons. Ses épisodes ont une durée moyenne de 26 minutes. Commissariat de Tampy a été tourné au siège de la production Faso Films, à Gounghin, quartier populaire de Ouagadougou.
La saison 3 de la série est sortie en 2014.Elle est composée de 26 épisodes et aborde les sujets tels que l'insécurité et l'incivisme au Burkina Faso.Elle est financée par le ministère de l'administration territoriale, de la décentralisation et de la sécurité (MATDS).

## Synopsis
La petite équipe du commissariat de Tampy doit désamorcer des crises et des conflits souvent violents, nés des difficultés de la vie quotidienne dans un quartier populaire d’une ville africaine. Basé sur des faits divers authentiques, traités sur un ton humoristique, chaque enquête raconte le quotidien de la population de Tampy, où chacun cherche un moyen pour sortir de sa condition précaire et se met parfois en marge des lois de la société.

## Distribution

### Rôles principaux
- Samira Sawadogo : inspectrice Mouna
- Sékou Oumar Sidibé : inspecteur Rock
- Eugène Bayala : agent Oyou
- Joseph Tapsoba : Chocho
- Roger Zami Guébré : commissaire Zami
- Simon Pierre Nikiéma : brigadier (Briga)
- Modibo Barro : agent Jacquou
- Josiane Ouédraogo : Poupette

### Rôles secondaires
- Seydou Diallo : Amadou
- Younoussa Ouédraogo : Beau-père
- Balkissa Traoré : Belle-mère
- Sarah Traoré : la femme d'Amadou
- Joachim Boussim : le curé
- Thomas Gourma : le vieux notable
- Salifou Ouédraogo : l'imam
- Gustave Sorgho : police de proximité 1
- Gustave Macoulma : police de proximité 2
- Mikad Nombré : le petit ami
- Moctar Barry : le vendeur de liqueur

## Épisodes

### Saison 1
- Le portefeuille (épisode pilote)
- Le plan parfait
- La femme de l'ombre
- La mallette
- La Parcelle
- Le bébé abandonné
- L'âge d'or
- Conflits d’intérêts
- La sirène du lycée
- Le bracelet
- Le coup du siècle
- Mon fils
- Mon mari
- Payé en monnaie de singe
- Le voleur
- Le mariage de trop
- Le coupable
- Le sang de l'innocence
- Force de frappe
- Un véhicule pour madame
- Accusé à tort
- Au corps du mariage forcé
- Cellulaire SMS
- Dans les mailles du filet
- Disparation de sexe
- La dernière fugue

### Saison 2
- Je crois en Dieu[4]
- La guerre de succession
- Objectif fraude
- La blanche de Oyou
- La honte de la famille
- La morale en agonie
- La prière de vendredi
- L'accident
- L'ame des vivante
- L'amour de l'homme pour l'homme
- Le fil de la discorde
- Le parrain de la drogue
- Le trafic des enfants
- L'enfant de tout le monde
- Le vendeur de jus
- L'enlèvement,
- Le frère jumeaux
- L'excision est un crime
- L'honneur de la chefferie
- Sans permis
- Objectif USA,
- Solidarité de corps
- Sur les traces des faussaires
- Vol à répétition
- Vol de bébé

### Saison 3
- La grossesse à problèmes[4]
- Les maitres chanteurs
- De père en fils
- Frasques de jeunesse
- Le fou de la république
- Délinquants aux cols blancs
- Le fruit de la passion
- Héritage encombrant
- Le rat est dans la maison
- L'avocat des pauvres
- Sacrée est la vie
- Le business de Choco
- Les bijoux de famille
- Les associés
- Dame de fer
- Complicité de famille
- La guerre de sexe
- Évasion au commissariat de Tampy
- La promotion de Jacquou
- L'argent de la discorde
- Motos sap sap
- Pacte de sang
- Force reste à la loi
- La filière des détenus
- La contrefaçon
- La rébellion